# Leif Zetterling
Leif Zetterling, né le 21 juillet 1940 et mort le 12 juillet 2023, est un dessinateur de presse, caricaturiste et auteur de bande dessinée suédois. Il est marié à l'actrice Lena Söderblom de 1978 à son décès.

## Distinction
- 1990 : prix Adamson du meilleur auteur suédois pour l'ensemble de son œuvre
- 2003 : prix EWK pour l'ensemble de son œuvre